# Leki przeciwpadaczkowe
Leki przeciwpadaczkowe to leki stosowane w leczeniu padaczki (epilepsji). Ponieważ padaczka polega na samorzutnym wyładowywaniu się neuronów w pewnych rejonach ośrodkowego układu nerwowego, leki przeciwpadaczkowe, w ogólnym ujęciu, mogą działać na dwa sposoby: 
- mogą stabilizować błony komórkowe neuronów przeciwdziałając rozprzestrzenianiu się impulsów albo
- przywracać równowagę pomiędzy ilością neuroprzekaźników pobudzających i hamujących.

Stabilizowanie błony komórkowej może się odbywać poprzez wpływanie na czynność pompy sodowo-potasowej zlokalizowanej w błonie komórkowej, lub blokowanie kanałów jonowych, najczęściej sodowych. Powoduje to niezdolność neuronów do depolaryzacji i wywoływania potencjału czynnościowego.
Działanie leków przywracających równowagę neuroprzekaźników polega z reguły na zwiększaniu ilości GABA - naturalnej substancji zatrzymującej przewodzenie impulsu, lub na wpływaniu na powinowactwo GABA do receptorów GABA-ergicznych, co zwiększa efektywność jego działania.

## Podział ze względu na budowę chemiczną

### Pochodnemocznika
Blokują kanały sodowe zmniejszając przepuszczalność błony neuronu dla sodu.
- przykłady:
  - fenytoina
  - mefenytoina

### Pochodne dibenzoazepiny
Blokują kanały sodowe (stabilizują błony neuronów) oraz wpływają na uwalnianie neuroprzekaźników hamujących rozprzestrzenianie się impulsów.
- przykłady:
  - karbamazepina
  - oksykarbazepina

### Pochodnebenzodiazepiny
Pochodne benzodiazepiny są agonistami receptorów benzodiazepinowych. Łączą się z receptorami benzodiazepinowymi, które stanowią odpowiednią część receptora GABA-ergicznego. Połączenie to powoduje zwiększenie powinowactwa tych receptorów do swojego agonisty, czyli GABA. Pobudzenie receptorów GABA, z kolei, powoduje zwiększony napływ jonów chlorkowych (Cl-) do komórki i jej hiperpolaryzację. Wszystkie te procesy prowadzą ostatecznie do zahamowania przewodzenia impulsu.
- przykłady:
  - klonazepam
  - diazepam
  - klobazam
  - nitrazepam

### Imidy
Blokują kanały wapniowe w neuronach, nie dopuszczając do wydzielana neuroprzekaźników (katecholamin) i rozprzestrzeniania się impulsów.
- przykłady:
  - etosuksymid
  - etylofenacemid

### Sulfonamidy
Sulfonamidy to leki moczopędne, których mechanizm działania polega na hamowaniu aktywności enzymu: anhydrazy węglanowej. Ich działanie powoduje zahamowanie wytwarzania jonów H+, co prowadzi do hamowania resorpcji jonów sodu w kanalikach nerkowych. Utrata jonów Na+ objawia się zwiększaniem wydalania moczu, powoduje również stabilizację błon komórkowych przez usunięcie nadmiaru jonów z organizmu.
- przykłady:
  - sultiam
  - zonisamid

### Leki o budowie analogicznej doGABA
- wigabatryna - jest inhibitorem GABA-aminotransferazy - enzymu metabolizującego GABA. Jej działanie powoduje zwiększenie stężenia GABA przez zablokowanie jego rozkładu.
- progabid - jest agonistą receptorów GABA-ergicznych. Stymuluje te receptory powodując zwiększony napływ jonów chlorkowych (Cl-) do komórki i jej hiperpolaryzację. Prowadzi to do zahamowania przewodzenia impulsu.
- gabapentyna - Uważana jest za ośrodkowo działający analog GABA, w ośrodkowym układzie nerwowym gabapentyna wiąże się z białkowym receptorem, (białkiem wiążącym gabapentynę), przez złożony i nie do końca wyjaśniony mechanizm zwiększa produkcję i uwalnianie GABA. Skutkuje to nasileniem przewodnictwa GABA-ergicznego, co z kolei powoduje zahamowanie aktywności bioelektrycznej neuronów.

### Inne
- walproiniany, w tym m.in. kwas walproinowy, walpromid, walproinian magnezu - stymulują enzymy niezbędne do biosyntezy GABA i w ten sposób zwiększają jego stężenie. Jednocześnie powodują inhibację GABA-aminotransferazy podobnie jak wigabatryna.
- lamotrygina - blokuje kanał sodowy w błonie presynaptycznej co powoduje spadek stężenia glutaminianu, pełniącego funkcje neuroprzekaźnika pobudzającego.
- topiramat - blokuje kanały sodowe zależne od napięcia błonowego, zwiększa aktywność GABA (działa poprzez allosteryczne miejsca wiązania do receptora GABA-A), wykazuje antagonizm wobec receptora dla kwasu glutaminowego (receptory AMPA/kainowe), wpływa na równowagę kwasowo-zasadową
- lewetyracetam
- niektóre barbiturany, m.in. fenobarbital, metylofenobarbital, benzobarbital
- połączenia barbituranów z innymi związkami, np. barbeksaklon